# Василий Кандински
Василий Кандински (на руски: Василий Кандинский) е руски художник и теоретик на изкуството, работил главно в Германия и Франция. Кандински е експресионист и е провъзгласен за баща на абстракционизма. 
Първите му абстрактни творби са акварели . Преминава през три етапа на своето творчество: 
- I – Импресия. Пряко впечатление от външната природа.
- II – Импровизация. Спонтанен несъзнателен израз на вътрешните процеси. Поставя началото на абстрактния експресионизъм.
- III – Работи композиции. Образувани от вътрешното състояние на духа. Те са педантично изработени след дълъг процес на скици, ескизи и композиционни решения.

Василий твори и живее първоначално в Мюнхен и после в Русия, но поради условията на руския комунизъм – цензурата на тоталитарния режим – е принуден да емигрира. Първо поема преподавателска дейност в Баухаус в Германия, като след закриването на школата от националсоциалистите избягва в Париж.

## Биография

### Детство и образование
Василий Кандински е роден в заможно московско семейство, търгуващо с чай. Фамилията впоследствие се мести в Одеса. Бащата, Василий Кандински – старши, е от Източен Сибир, а майката, Лидия Тичеева, е московчанка. Родителите му се разделят по време на детството му и Василий младши израства почти без баща и е отгледан предимно от леля си Елизабета Тичеева. След като завършва училище следва право, икономика и етнология в университета Ломоносов през 1886 година. По време на следването си рисува и посещава изложби. През 1892 г. става асистент към Юридическия факултет на Московския университет и се жени за братовчедка си Анна Чемякина.
Отказва работа в университета в Тарту, Естония през 1896 г. Вместо това избира рисуването и се мести в Мюнхен, където между 1897 и 1899 г. следва в частната школа по рисуване на Антон Ажбе, а от 1890 г. в Художествената академия в Мюнхен при Франц фон Щук.

### Основаване на „Фаланга“ и среща с Габриеле Мюнтер
През 1901 г. Кандински е сред основателите на художествената група „Фаланга“ и принадлежащото към нея училище по рисуване. Отзивът е толкова скромен, че групата бива разпусната още през 1904 г. По време на преподавателската си дейност в този период се запознава с Габриеле Мюнтер, с която стават житейски партньори, въпреки че художникът е вече женен в Русия. През 1902 г. за пръв път излага в Берлинския сецесион. През 1903 и 1904 г. предприема пътешествия в Италия, Нидерландия и Северна Африка, освен това посещава и Русия. От 1904 г. е представен на Есенния салон в Париж (на френски: Société Nationale des Beaux-Arts и в Salon d'Automne). От 1906 до 1907 г. живее в Севър край Париж. Мюнтер разказва за общия им престой там: „Докато бяхме с Кандински през 1906 – 1907 г. в Севър, той не се поинтересува нито от Матис, нито от Пикасо, нито от който и да било друг известен художник.“
След завръщането си в Мюнхен през 1908 г. двамата още същата пролет заминават за Южен Тирол, където продължават да рисуват в стила на късния импресионизъм.

### Мурнау и Новата асоциация на художниците в Мюнхен
Мурнау ам Щафелзе се оказва важна стъпка в художественото развитие на Кандински. Там се стига до сътрудничество с Маране фон Верефкин и Алексей фон Явленски, които повлияват на стила и техниката му на рисуване. Мюнтер и Кандински правят голяма крачка напред в творчеството си, като са вдъхновени не просто да пресъздават природата, а вместо това да се абстрахират от видимото и да му придадат екстракт. За кратко време Кандински и Мюнтер се превръщат в експресионистични художници. В този период Кандински се запознава с Рудолф Щайнер, чиято теософия и след това антропософия оказват влияние върху по-нататъшното му творчество.
Възможно е след първия съвместен престой в Мурнау отношението между двете двойки да се е влошило за известно време. За това говори фактът, че по Коледа 1908 г. Верефкин, Явленски, Адолф Ербсльо и Оскар Витенщайн сами провъзгласяват идеята за Нова асоциация на художниците в Мюнхен (НАХМ, на немски: Neue Künstlervereinigung München).  Мюнтер и Кандински първоначално не са включени в проекта. Това продължава да ядосва Кандински години наред, което донякъде обяснява колебанието му да поеме управлението на НАХМ през 1909 г. Поради разномислие с художника Чарлс Йохан Палмие Кандински въвежда т.нар. правило на четирите квадратни метра, означаващо, че всеки член на групата има правото да изложи по две картини не по-големи от 2 по 2 метра без намесата на жури. Самият той съзнателно нарушава това правило през 1911 г. Клубът е вписан в регистъра на град Мюнхен на 10 май 1909 г. Неговата цел е да организира изложби в Германия и чужбина. В този период Кандински се развива като абстрактен художник.

### Синият ездач
През януари 1911 г. Кандински се отказва от председателството в НАХМ, след като бива критикуван заради все по-абстрактните му произведения и притискан да рисува „по-разбираемо“. Първоначално остава обаче член на Клуба. През юни същата година крои планове за собствени изяви извън НАХМ – „Арт алманах“, който първоначално мисли да кръсти „Веригата“ (на немски: Die Kette). Привлича Франц Марк като сътрудник, като му предлага обща редакция на книгата „Синият ездач“ (на немски: Der Blaue Reiter).
През лятото Кандински и Марк решават да се отцепят от НАХМ и подготвят тайно собствена изложба по времето на зимния салон на Клуба. Кандински рисува легендарното пано със значимото заглавие „Страшният съд/Композиция V“ (на немски: Das Jüngste Gericht/Komposition V), което с над пет квадратни метра нарушава поставеното от самия него ограничение в размера.  На 2 декември представя картината на журито, което, разбира се, не я приема. Симулирайки протест , Кандински и Марк напускат НАХМ, последвани от Мюнтер и Алфред Кубин. След повече от 20 години самият Кандински за пръв път проговаря за плана им с Марк, казвайки, че са очаквали случилото се и са били подготвили алтернативна изложба предварително.
През 1938 г. Кандински си спомня за времето на напускането му и основаването на „Синият ездач“ в писмо до Галка Шайер, немско-американска художничка и галеристка:
| “ | Пиша Ви на листата на НАХМ, където бях председател две-три години. Заглавката е мое дело. Дейността ми приключи с гръм и трясък, която доведе до основаването на „Синият ездач“. Бяха времена! НАХМ беше основана през 1908-а, аз напуснах през 1911-а. Веднага след това организирах с помощта на Франц Марк изложба на редакцията на „Синият ездач“ при Танхаузер. Нашите зали се намираха близо до тези на изложбата на НАХМ. Беше сензация. Тъй като предвиждах този „гръм и трясък“, бях подготвил доста изложбен материал за „Синият ездач“. Така двете изложби се състояха едновременно. На масите на галерия Танхаузер лежаха първите екземпляри на „Духовното в изкуството“. „Отмъщението беше сладко“! | ” |

На 18 декември 1911 г. е открита първата изложба на редакцията на „Синият ездач“ в галерия Танхаузер, Мюнхен. Паралелно с изложбата ѝ е издадена и представена книгата на Кандински „Относно духовното в изкуството, особено в рисуването“ (на немски: Über das Geistige in der Kunst, insbesondere in der Malerei). Става дума за публикация, силно напомняща на книгата, озаглавена „Основни проблеми в рисуването. Книга за художници и преподаватели“ (на немски: Grundprobleme der Malerei. Ein Buch für Künstler und Lernende, написана от Рудолф Чапек, ученик на Верефкин и Явленски. Въпреки че знаел за книгата, и двете писмени произведения се припокриват в голяма степен, Кандински не я цитира. Половин година по-късно, през май 1912 г. излиза алманахът „Синият ездач“. Планираните последователни книги не се публикуват за сметка на това през 1914 г. излиза второ издание с нов предговор от Франц Марк. Събраните мисли в тази книга са с основно значение за по-нататъшното развитие на абстрактното изкуство.
През 1912 г. Кандински прави дизайна на флакон за най-старата фабрика за парфюми в света Йохан Мария Фарина в Кьолн.

### Завръщане в Русия
Една година след началото на Първата световна война Кандински излага своята творба „Импровизация №27“ на „Арсеналската изложба“ (на английски: Armory Show) в Ню Йорк и на „Първия немски есенен салон“ (на немски: Erster Deutscher Herbstsalon) в Берлин. От 1914 г. не може да пребивава в Германия и на 3 август избягва с Габриеле Мюнтер в Швейцария. Оттам продължава сам през Цюрих за Русия, където през ноември същата година се устройва в Москва.
Кандински получава различни професури и основава собствена „Академия на художествените науки“ (на руски: Академия художественных наук) На 11 февруари 1917 г. се жени за втората си жена Нина Андреевска, след като още през 1911 г. се е развел с първата си жена и е скъсал с Габриеле Мюнтер при последната им среща в Стокхолм през 1916 г.
През януари 1918 г. Кандински става член на „Отдела по изобразителни изкуства“ в Просветния комисариат на СССР „Наркомпрос“ (на руски: Народный комиссариат просвещения). Най-висшата си функционерска позиция заема през 1920 г. като ръководител на Института по художествена култура (на руски: Институт Художественной Культуры) в Москва, където се среща с водещите художници на руския авангард като Казимир Малевич, Владимир Татлин и Александър Родченко. След Руската революция (1917) загубва наследеното от чичо му богатство. През 1920 г. умира тригодишният му син Всеволод.
Кандински все по-трудно се примирява с обстановката в новооснования Съветски съюз – най-вече с орязването на свободата на изкуството. Заедно с жена си се изселва през Рига в Берлин в декември 1921 г. и от юни 1922 г. приема съвета на Валтер Гропиус и започва с преподавателска дейност в работилницата по стенно рисуване във Ваймарската школа Баухаус. Отпътуването му от Съветския съюз е легално и Кандински взима със себе си 12 картини. Останалата част от творчеството му се запазва в хранилищата на Московския музей.

### Учител в Баухаус
До закриването на Баухаус от националсоциалистите през 1933 г. Кандински преподава във Ваймар, Десау и Берлин, където се запознава с руския конструктивизъм. По това време геометричните фигури окончателно придобиват превес в изкуството му. В Десау заедно с Паул Клее обитава една от т.нар. „къщи на майсторите“ на Баухаус. През 1924 г. основава с Лионел Файнингер, Паул Клее и Алексей Явленски художествената група „Синята четворка“ (на немски: Die Blaue Vier). През 1926 г. излиза от печат теоретичният му труд „Точка и линия към плоскост“ (на немски: Punkt und Linie zu Fläche). През 1928 г. става германски гражданин. През 1929 г. излага за пръв път самостоятелно акварели и рисунки в галерията „Зак“ в Париж.
През 1930 г. се среща със Соломон Р. Гугенхайм в Десау. Срещата е инициирана от Хила фон Ребай, която успява да убеди заможния Гугенхайм да състави колекция от абстрактно, съвременно изкуство. Гугенхайм купува първоначално само няколко картини, но последователно събира над 150 творби на Кандински. Днес това е най-богата колекция на този художник и е част от музея Гугенхайм в Ню Йорк.

### Ново начало във Франция
След окончателното закриване на Баухаус семейство Кандински се мести в Париж. Там се оказва относително изолиран поради обстоятелството, че абстрактното и най-вече геометричното изкуство не са на почит. Вместо това импресионизмът и кубизмът са популярните течения на времето. Живее и работи в малък апартамент, където преустройва хола в ателие. В творчеството му се появяват биоморфични, не-геометрични форми с меки контури. Форми, напомнящи микроорганизми, но винаги изобразяващи вътрешния живот на художника. Използва необикновени цветови композиции, имитиращи славянското народно творчество. Също така примесва пясък в боите си, за да придаде грапавост на цветовете..
Този период се откроява чрез синтеза на дотогавашното му творчество. През 1936 и 1939 г. рисува последните си две големи композиции. Огромни, добре обмислени пана, каквито не е рисувал от години. „Композиция IX“ е картина със силно контрастиращи диагонали, чийто основен мотив напомня ембрион в утробата на майка си.. Малките цветни квадрати и ленти в „Композиция X“ изпъкват на черния фон като звезди, докато енигматични, пастелени йероглифи покриват кафявата маса, която като че ли плува в горния, ляв ъгъл на платното.
Василий Кандински продължава да рисува до юли 1944 г. и умира няколко месеца по-късно, на 13 декември в Ньой сюр Сен.

## Посмъртна известност
27 години по-младата Нина Кандински надживява мъжа си с 36 години. Заема се със задачата да управлява наследството му. Благодарение на нея останалите картини се озовават в големите, световноизвестни музеи. Една такава акция е даряването на 30 картини и акварели на парижкия Център „Жорж Помпиду“. Също така основава художествената награда „Кандински“ през 1946 г. През септември 1980 г. умира в Гщаад в Швейцария вследствие на обир в дома ѝ. 
Музей Гугенхайм в Ню Йорк е притежател на най-голямата колекция творби на Кандински, повечето от които са включени в колекцията „Хила Ребай“ и редовно се излагат в сградата проектирана от Франк Лойд Райт.
От 2007 г. в Русия се връчва ежегодна награда „Кандински“ за руско съвременно изкуство. Общият награден фонд за годините 2007 – 2011 е 50 000 евро годишно, което я прави най-голямата неправителствена награда за изкуство в Русия.
През 1924/25 г. архитектът и дизайнер Марсел Бройер изготвя прототип на стол в школата Баухаус, Десау. Столът е в минималистичен стил с плат или кожа, опъната върху скеле от тръби.Вдъхновен от велосипедното производство, първият прототип попада в къщата на близкия приятел на Бройер – Кандински. През 1962 г. италианската фирма Гавини почва отново да произвежда този модел под името тип B3/Wassily. Така този тип стол придобива името на Кандински.

## Теория на цветовете
Кандински притежава изявен усет към цветовете и формите. Той им приписва смислени асоциации и ги подрежда в противоположни двойки:
- синьо (студ, небе, метафизичност, безкрайност, спокойствие, концентричност) срещу жълто (топлина, земя, агресивност, ексцентричност)
- черно (тъмнина, безнадежност) срещу бяло (светлина, възможност)
- червено (живот, възбуда, сила) срещу зелено (спокойствие, неподвижност)
- оражево (иритация, движение) срещу виолетово (охладено червено)[52]

| “ | Точката е първоначалният елемент на празната площ. Хоризонталата е студена, носеща основа, тиха и черна. Вертикалата е активна, топла, бяла. Свободните прави са подвижни, сини и жълти. Самата площ е горе лека, а долу – тежка, вляво като „далечна“, а вдясно – като „дом“. | ” |

Освен това Кандински се опитва да свърже някои цветове към определени форми, като например синия цвят с кръг, червения с квадрат и жълтия с триъгълник.

## Кандински и японизмът
Въпреки че Кандински никога не се изказва публично на тема японско изкуство, в наследството му се намират многобройни японски цветни гравюри, доказващи, че се е занимавал с източноазиатско изкуство. Част от намерените обекти са три шаблони за бои (катагами) от 19. век и отпечатъци на творби на Катсушика Хокусай, Утагава Хирошиге и Утагава Кунийоши. Този негов интерес би обяснил японското влияние в изкуството му, примерно появата на „японски мотиви като ята и облачни формации“ в средновековни или руски сцени.
Групата художници „Синият ездач“ като цяло се интересува от японизма. Това е известно от кореспонденцията на Кандински с Марк. От нея се вижда, че последният е поръчвал източноазиатски талкови печати с монограма му на японски.

## Картини
Непълен списък.
- 1903: Габриела Мюнтер, рисувайки в Калмюнц, Градска галерия, Мюнхен
- 1909: Гробище и енорийско жилище в Кохел, Градска галерия, Мюнхен
- 1909: Мурнау – изглед с влак и замък, Градска галерия, Мюнхен
- 1909: Мурнау с дъга
- 1909: Грьонгасе в Мурнау, Градска галерия, Мюнхен
- 1910: Мурнау – хълмист пейзаж с църква, Градска галерия, Мюнхен
- 1910: Акварел без заглавие, често назоваван ката първата абстрактна картина; вероятно 1913 (оспорвано), Национален музей на модерното изкуство, Център „Жорж Помпиду“, Париж
- 1910: Импровизация 9, Държавна галерия, Щутгарт
- 1911: Романтична страст, Градска галерия, Мюнхен
- 1911: Страшният съд/Композиция V, частна собственост
- 1913: Пейзаж с църква, Музей „Фолкванг“, Есен
- 1913: Импровизация потоп
- 1919: Сивият танц, Лувър, Париж
- 1921: Червено петно II, Градска галерия, Мюнхен
- 1923: Непрекъсната черта, Колекция на изкуството на Северен Рейн-Вестфалия, Дюселдорф
- 1928: Композиция, Музей за модерно, съвременно изкуство и арт брут, Лил
- 1934: Крехък възход, Музей Соломон Гугенхайм, Ню Йорк

Най-голямата колекция с над 150 експоната се намира в Музей Соломон Гугенхайм в Ню Йорк.

## Съчинения
- Василий Кандинский. О духовном в искусстве Архив на оригинала от 2008-10-12 в Wayback Machine., 1910.
- В. В. Кандинский (текст на художника), М., 1918;
- Über das Geistige in der Kunst, Münch., 1912 (частичен превод на руски език: Труды Всероссийского съезда художников в Петрограде. Декабрь 1911 – январь 1912, т. 1, [П., 1914], с. 47 – 76);
- Punkt und Linie zu Fläche. Beitrag zur Analyse der malerischen Elemente, Münch., 1926. (руски превод: Кандинский В. Точка и линия на плоскости. СПб.: Азбука-классика, 2005, с. 63 – 232. Перевод с немецкого Елены Козиной)
- Кандинский В. Избранные труды по теории искусства в 2 томах / Ред. коллегия и сост. Б. Автономова, Д. В. Сарабьянов, В. С. Турчин. 2001.